# Pedro Aizcorbe Ríos
Pedro Aizcorbe Ríos fue un político peruano.(miembro del partido aprista) 
Fue un ganadero elegido diputado por la provincia de Jauja en 1945 durante el gobierno de José Luis Bustamante y Rivero. Su mandato se vio interrumpido en 1948 tras el golpe de Estado dado por Manuel A. Odría.